# Johannes Preisinger
Johannes Preisinger (* 1939) ist ein ehemaliger deutscher Diplomat, der unter anderem erster deutscher Botschafter in Bosnien und Herzegowina war.

## Leben
Preisinger absolvierte nach dem Abitur ein Studium der Politikwissenschaften an der Ludwig-Maximilians-Universität München. Dort legte er 1975 seine Promotion zum Dr. rer. pol. mit einer Dissertation mit dem Titel Die internationale Raumfahrtkooperation : eine politikwissenschaftliche Untersuchung der Optionen der BRD bei der internationalen Zusammenarbeit im Bereich der Raumfahrt unter besonderer Berücksichtigung der Nachrichtenübertragung mittels Satelliten ab.
Nach seinem Eintritt in den auswärtigen Dienst und Abschluss der Laufbahnprüfung für den höheren Dienst fand er Verwendungen in der Zentral des Auswärtigen Amtes in Bonn sowie an verschiedenen Auslandsvertretungen, insbesondere in Japan und anderen Staaten Asiens.
Preisinger wurde nach der Aufnahme diplomatischer Beziehungen zum 1. Juli 1994 erster Botschafter in Bosnien und Herzegowina. Während dieser Zeit erfolgten auch Maßnahmen zur wirtschaftlichen Unterstützung sowie zur Herstellung von Infrastruktur, aber auch zur Bewertung der Situation der verschiedenen Bevölkerungsgruppen. 1997 wurde er als Botschafter durch Hennecke Graf von Bassewitz abgelöst.
Nach einer zwischenzeitlichen Verwendung im Auswärtigen Amt in Berlin wurde Preisinger Leiter des für die Metropolregion Kansai zuständigen Generalkonsulats in Osaka-Kōbe und wurde mit Erreichen der Altersgrenze 2004 in den Ruhestand versetzt.
Nach seinem Eintritt in den Ruhestand war Preisinger als Dozent an der Rheinischen Friedrich-Wilhelms-Universität Bonn tätig und hielt Vorträge zu politischen Themen wie zum Beispiel Reims versus Yasukuni: Regionale Aussöhnung in Europa und Asien am 19. Mai 2009 vor dem Ostasien-Institut der Heinrich-Heine-Universität Düsseldorf oder Fliegen die Amerikaner aus Okinawa raus? Zur neuen Außenpolitik Japans nach dem Machtwechsel am 14. Dezember 2009 oder Japan und die nukleare Option am 9. Dezember 2011 vor dem Internationalen Club Bonn. 2007 wurde er Mitglied des Universitätsclub Bonn.
Darüber hinaus veröffentlichte Preisinger mehrere Fachbücher zu politikwissenschaftlichen Themen, insbesondere zu Fragen von Kernwaffen, Atomwaffensperrvertrag sowie zu Geschichte und Politik Japans und Thailands.

## Veröffentlichungen
- Die internationale Raumfahrtkooperation : eine politikwissenschaftliche Untersuchung der Optionen der BRD bei der internationalen Zusammenarbeit im Bereich der Raumfahrt unter besonderer Berücksichtigung der Nachrichtenübertragung mittels Satelliten, Dissertation, Universität München 1975
- 120 Jahre deutsch-thailändische Freundschaft, ISBN 974-86040-1-2, Deutsche Botschaft Bangkok 1982
- Deutschland und die nukleare Nichtverbreitung : Zwischenbilanz und Ausblick, ISBN 3-7713-0447-4, Bonn 1993
- Die EG-Beobachtermission im ehemaligen Jugoslawien : Bilanz und Zukunftsperspektiven, ISBN 3-928965-36-0, Frankfurt am Main 1994
- Non-Proliferation auf dem Prüfstand : die Verlängerung des Nichtverbreitungsvertrags und die Zukunft des Nichtverbreitungsregimes, Mitautor Harald Müller, ISBN 3-928965-53-0, Frankfurt am Main 1995
- Japan, Wirtschaftspotential Westjapans, Köln 1999